# Demonax biguttatus
Demonax biguttatus är en skalbaggsart som beskrevs av Aurivillius 1922. Demonax biguttatus ingår i släktet Demonax och familjen långhorningar.
Artens utbredningsområde är Filippinerna. Inga underarter finns listade i Catalogue of Life.